# Porte Bab al-Mardum
La porte Bab al-Mardum, ou puerta de Valmardón, est une porte de la ville de Tolède, en Espagne. Elle a été construite au Xe siècle et est l'une des plus anciennes portes de la ville.

## Noms
Son nom "mardum' est le mot arabe pour "bouchage". Peut-être parce que sa fonction a été reprise par la Puerta del Sol. Le nom espagnol Valmardón est une ébauche, imitation phonétique de l'arabe. La mosquée Bab al-Mardum est l'autre nom de la proche Mosquée du Cristo de la Luz.

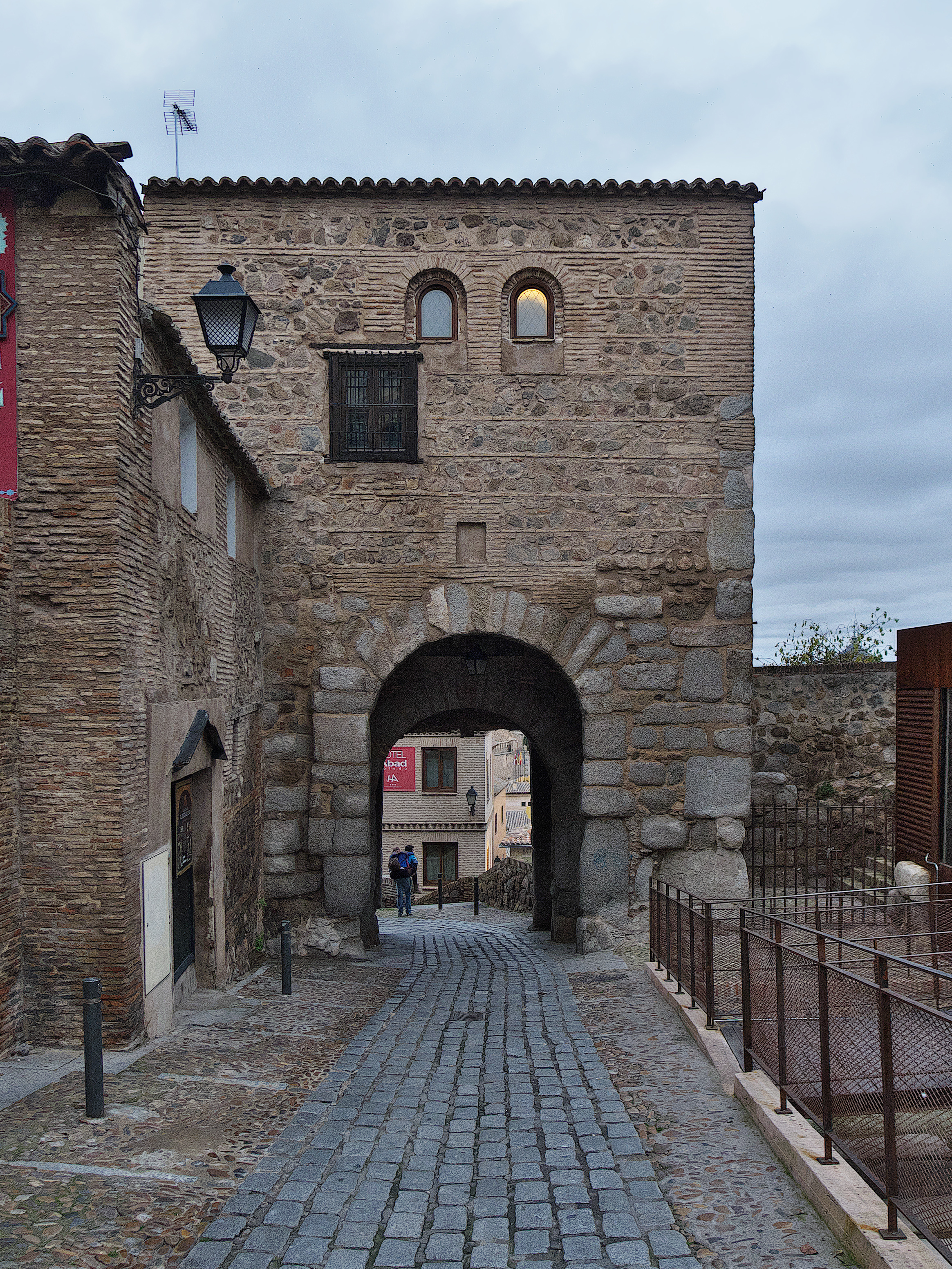